# Høydalsmo
Høydalsmo est un village situé sur la kommune de Tokke, dans le comté de Telemark, en Norvège.
Il est peuplé d'environ 300 résidents permanents.
Le village est réputé pour ses pistes de ski nordique et possède un tremplin de saut à ski.
Les championnats de Norvège de ski de fond y ont eu lieu en 2002.

## Référence
- (en) Cet article est partiellement ou en totalité issu de l’article de Wikipédia en anglais intitulé « Høydalsmo » (voir la liste des auteurs).